# استو لیندر
استو لیندر (انگلیسی: Stu Linder؛ ۸ نوامبر ۱۹۳۱ – ۱۲ ژانویهٔ ۲۰۰۶) تدوین‌گر اهل ایالات متحده آمریکا بود.
وی در سال‌های ۱۹۶۶ میلادی، بابت تدوین فیلم «جایزه بزرگ»، برندهٔ جایزه اسکار بهترین تدوین شد. او یک‌بار هم در سال ۱۹۸۸ میلادی، بابت تدوین فیلم «مرد بارانی»، نامزدِ دریافتِ این جایزه و جایزهٔ بفتا بود.

جهت گرامی‌داشت یاد او، فیلم سینمایی مرد سال با بازی رابین ویلیامز به او تقدیم شد.

## گزیدهٔ آثار
- رشک (۲۰۰۴)
- راهزنان (۲۰۰۱)
- کره (۱۹۹۸)
- سگ را بجنبان (۱۹۹۷)
- خفتگان (۱۹۹۶)
- افشاگری (۱۹۹۴)
- مسابقه تلویزیونی (۱۹۹۴)
- اسباب بازی‌ها (۱۹۹۲)
- باگزی (۱۹۹۱)
- مرد بارانی (۱۹۸۸)
- صبح به خیر، ویتنام (۱۹۸۷)
- استعداد ذاتی (۱۹۸۴)
- آبی (۱۹۶۸)
- جایزه بزرگ (۱۹۶۶)